# Skálí
Skálí je přírodní památka severně od obce Karolinka v okrese Vsetín. Oblast spravuje AOPK ČR Správa CHKO Beskydy. Důvodem ochrany je geomorfologický útvar se smíšeným lesním porostem.

## Galerie

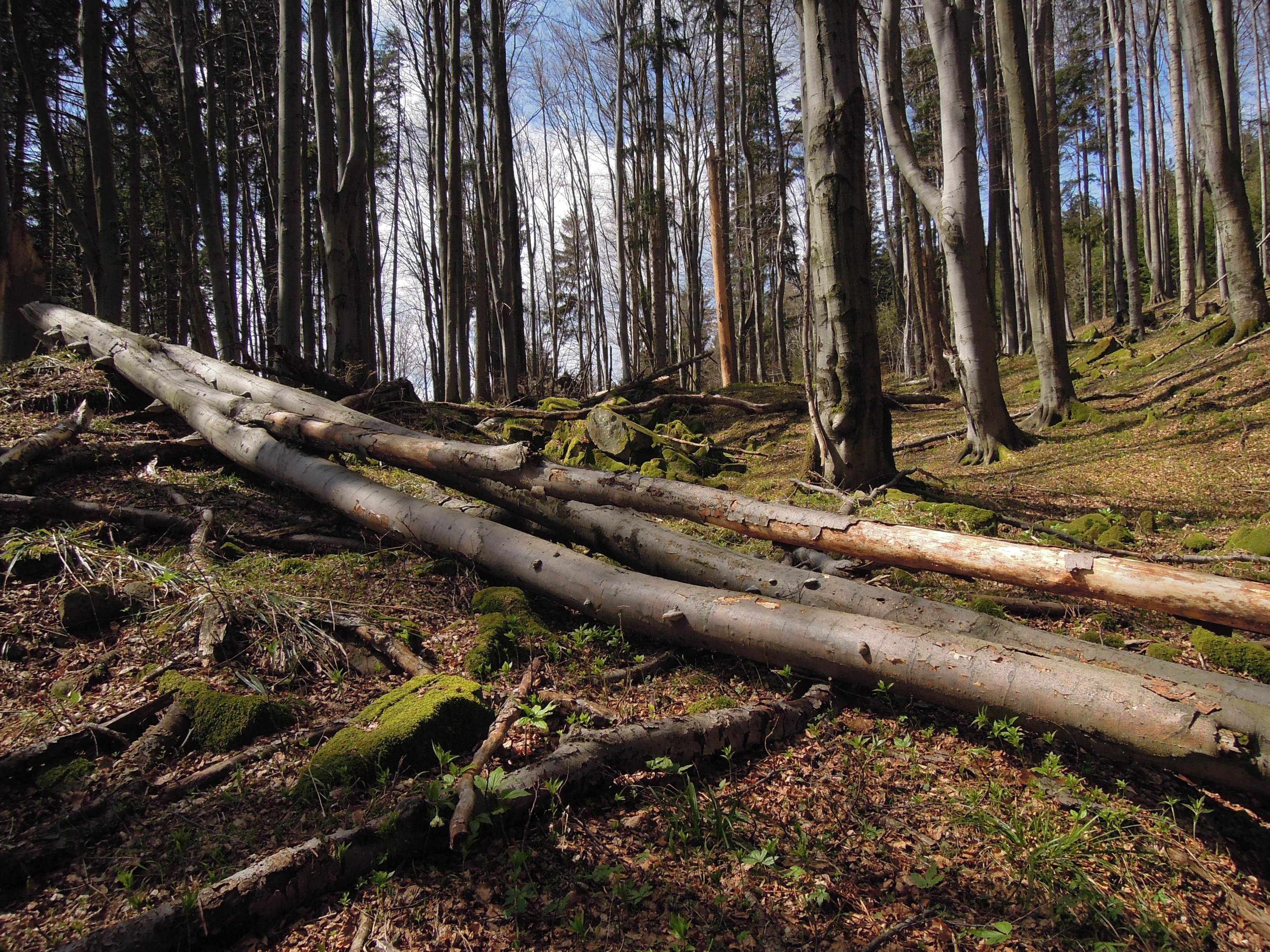
Lesní porost a skalní útvary
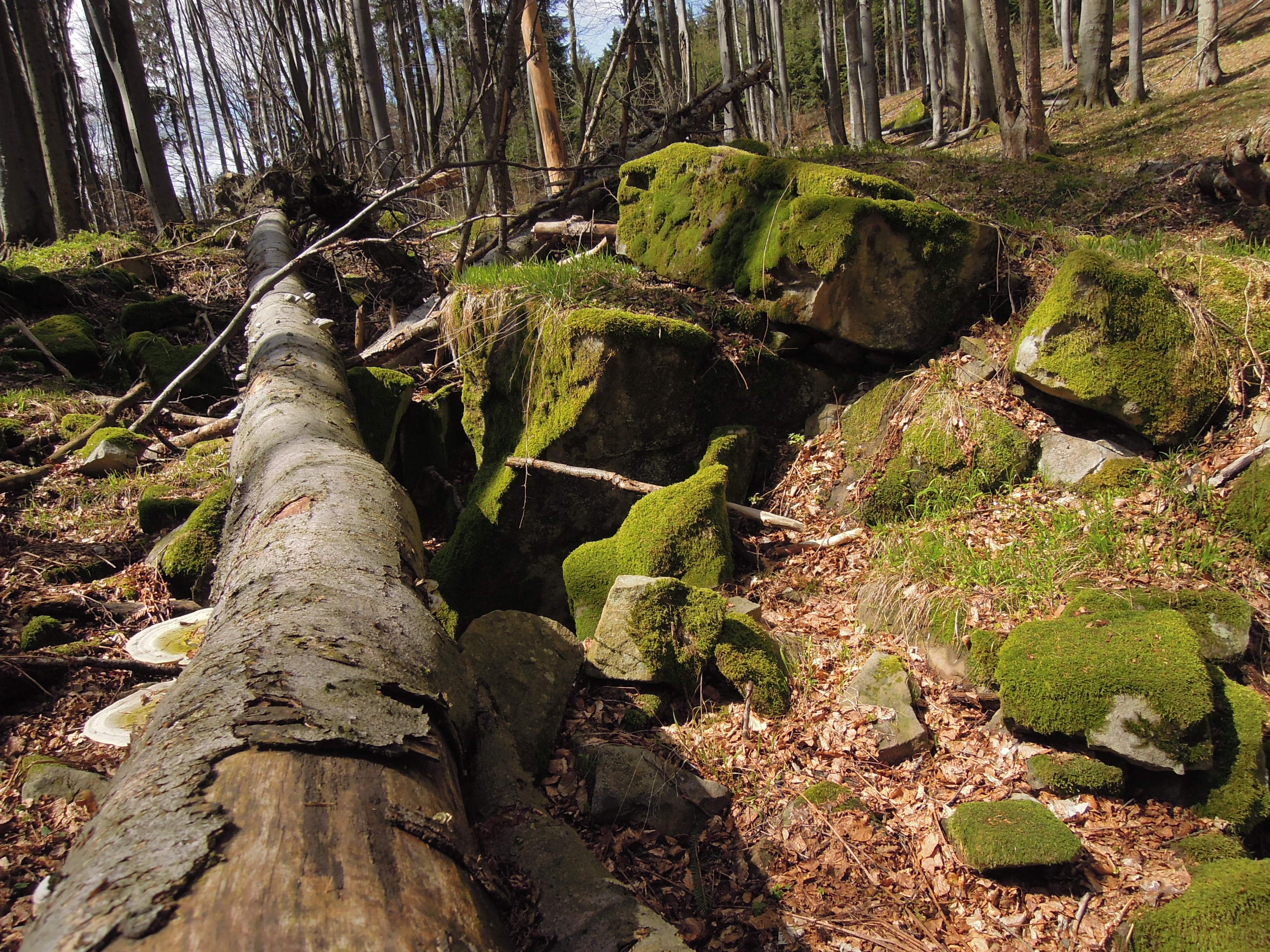
Skalní útvary
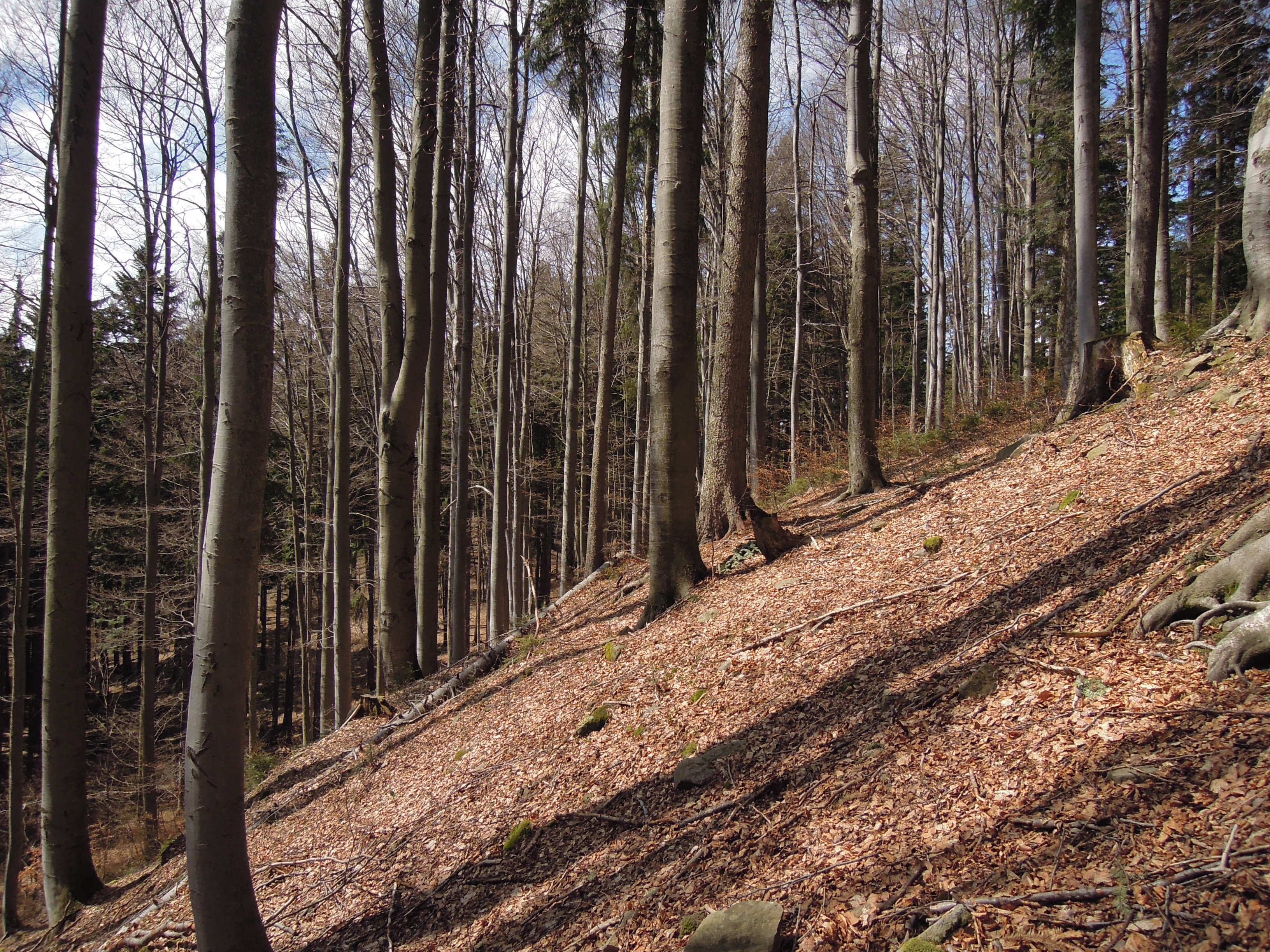
Přírodní památka Skálí